# John Rogers (kupiec)
John Rogers (ur. ok. 1538/1540 w Wittenberdze, zm. ok. 1603) – angielski prawnik, kupiec i dyplomata.

## Życiorys
Pochodzenia angielskiego lub szkockiego. Syn Johna Rogersa (ok. 1500-1555), pastora i męczennika za wiarę i Adriany Alids (Weyden) Rogers (ok. 1511-1572). Do Anglii przybył wraz z rodzicami w 1548. Wraz z matką i rodzeństwem był świadkiem spalenia ojca na stosie w 1555. Studiował na Uniwersytecie Cambridge (University of Cambridge), w St John's College (1559) i Trinity College (1559-1567); uzyskując w Magdalene College w Cambridge tytuł doktora prawa cywilnego (1574). W tymże roku został przyjęty do Izby Adwokackiej (College of Advocates) jak i został członkiem prestiżowego stowarzyszenia prawników (Middle Temple) w Londynie. W latach 70. XVI wieku udał się ze swoim bratem Danielem na misje dyplomatyczne do Niderlandów,  w 1577 był jednym z komisarzy do negocjacji w imieniu kupców angielskich z królem Danii. Wysłannik Kompanii Wschodniej (Eastland Company) do Wspólnoty Polsko-Litwskiej. Nominowany również specjalnym posłem/agentem Anglii w Gdańsku (1580-1581). Następnie prowadził też działalność szpiegowską. Potem nastąpiły dalsze misje zagraniczne; na jednej z nich napisał do Francisa Walsinghama o swoich próbach wyśledzenia jezuitów, którzy prawdopodobnie byli w drodze do Anglii. Był jednym z komisarzy wysłanych w celu wynegocjowania traktatu pokojowego z księciem Parmy w Holandii (1588). Pełnił funkcję kanclerza katedry w Wells w Somerset (1595-1603). Mogła to być nagroda za jego pracę dyplomatyczną. Niedługo później zmarł.